# Población de Arreba
Población de Arreba es una localidad del municipio burgalés de Valle de Manzanedo, en la Comunidad Autónoma de Castilla y León (España).
La iglesia está dedicada a La Inmaculada Concepción.

## Localidades limítrofes
Confina con las siguientes localidades:
- Al norte con Munilla.
- Al este con Arreba.
- Al sur con Báscones de Zamanzas.
- Al oeste con Crespos.

## Demografía
Evolución de la población
| Gráfica de evolución demográfica de Población de Arreba entre 2000 y 2017 |
|                                                                           |
| Población de derecho (2000-2017) según el padrón municipal del INE        |

## Historia

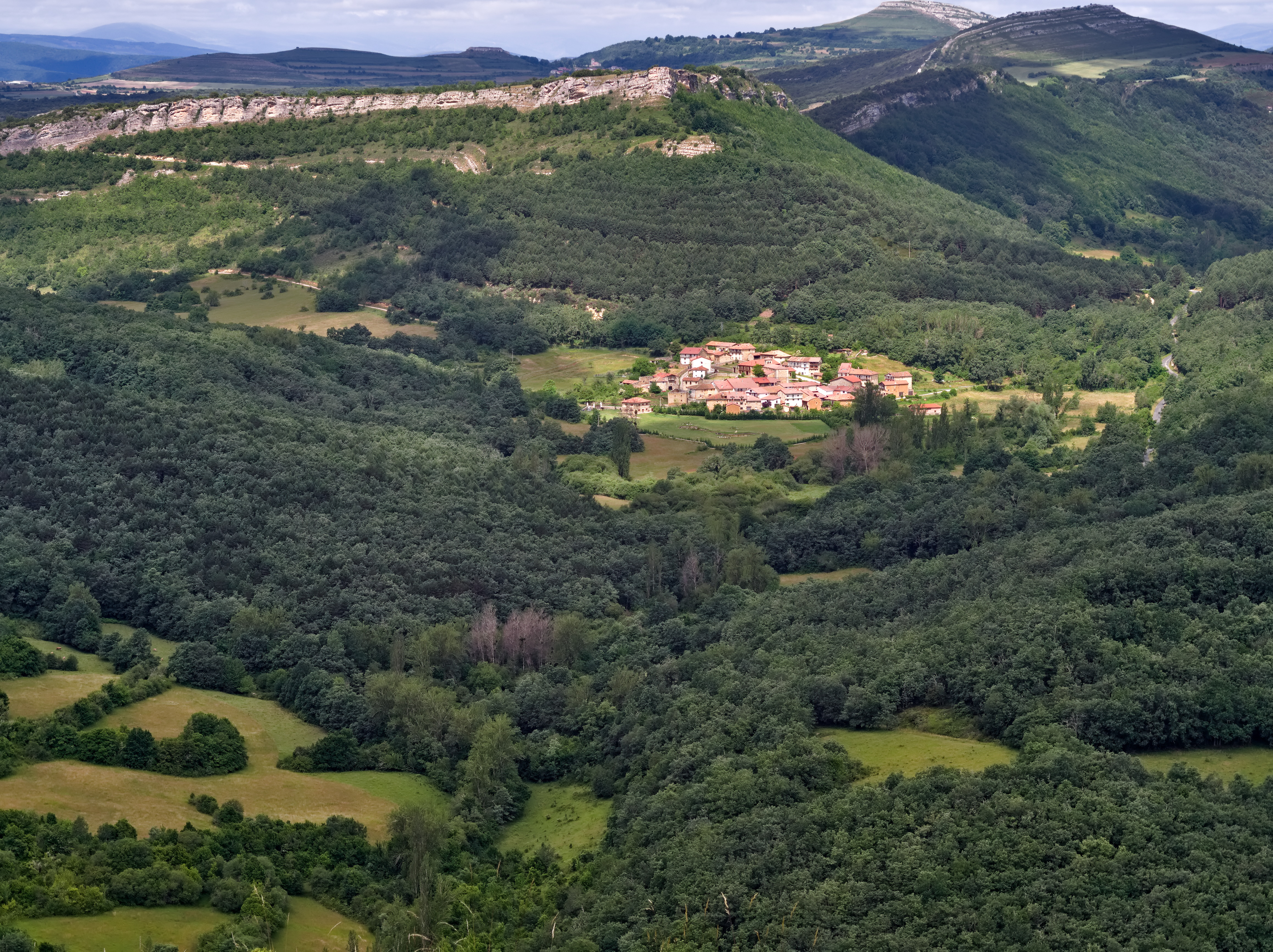
Población de Arreba vista desde la sierra de Albuera, al noreste.

Así se describe a Población de Arreba en el tomo XIII del Diccionario geográfico-estadístico-histórico de España y sus posesiones de Ultramar, obra impulsada por Pascual Madoz a mediados del siglo XIX:

Lugar en la provincia, diócesis, audiencia territorial y capitanía general de Burgos (14 leguas), partido judicial de Sedano (4), y ayuntamiento titulado del valle de Hoz de Arreba (1). Situación: en una llanura, con clima frío, siendo el viento E el que principalmente reina, y las enfermedades más comunes los constipados y apoplejías. Tiene 20 casas; una fuente dentro del pueblo y varias en el término, todas de aguas minerales; una iglesia parroquial (la Concepción), aneja de la de Arreba, y una ermita (Nuestra Señora de Zuble) extramuros y al pie de un monte. Confina el término N Arreba; E Munilla; S Crespos, y O Barcones. El terreno es de mediana calidad, con montes poblados de robles. Los caminos son locales, y la correspondencia se recibe de Soncillo por peatón. Producciones: trigo, cebada, yerba y frutas; ganado vacuno y lanar, y caza de palomas torcaces y algunas otras aves. Industria: la agrícola. Población: 10 vecinos, 41 almas. Capital productivo: 120.000 reales. Imponible: 12.247.
Diccionario geográfico-estadístico-histórico de España y sus posesiones de Ultramar